# جرالدین نقاش
جرالدین نقاش (فرانسوی: Géraldine Nakache‎؛ زادهٔ ۱۶ فوریهٔ ۱۹۸۰) یک هنرپیشه، کارگردان فیلم و فیلم‌نامه‌نویس اهل فرانسه است.
از فیلم‌ها یا برنامه‌های تلویزیونی که وی در آن نقش داشته است می‌توان به آستریکس: سرزمین خدایان اشاره کرد.